# シャルル＝ルイ・レリティエ・ドゥ・ブリュテル
シャルル＝ルイ・レリティエ・ドゥ・ブリュテル（Charles Louis L'Héritier de Brutelle、1746年6月15日 – 1800年8月18日）はフランスの役人、アマチュア植物学者である。
フランスの王室につながるパリの上流家庭に生まれた。26歳の時にパリ森林河川局の監督官になった。この間、樹木や植物に関心を深め、研究を行った。アマチュア植物学者として、1790年に王立科学アカデミーの植物学部門に加わった。
アマチュア植物学者時代の1784年から1785年にパリで、Carolus Ludovicus L'Héritier名義で、希少植物についての2巻本の著書、"Stirpes novae aut minus cognitae, quas descriptionibus et iconibus illustravit Carolus Ludovicus L'Héritier"を出版した。この著書の図版を作成したピエール＝ジョゼフ・ルドゥーテは植物画家として有名になった。フウロソウ（ゼラニウム）に興味を持ち、1792年に"Geranologia"を出版した。
没した時、約8,000種の植物標本、膨大な植物学のライブラリを残した。レリティエの業績は、カール・ルートヴィヒ・ヴィルデノウやオーギュスタン・ピラミュス・ドゥ・カンドールによって評価された。

## 著書の図版

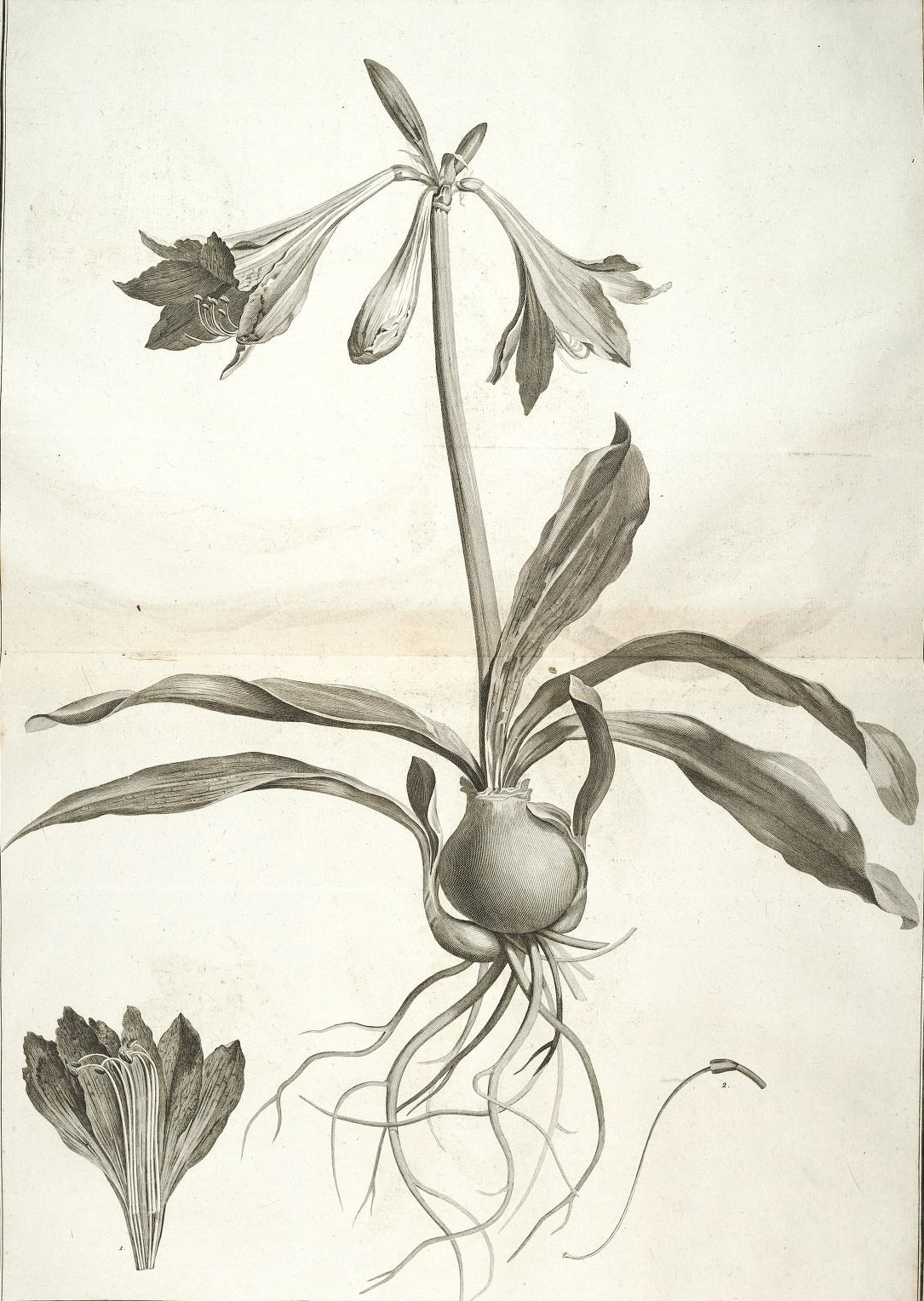
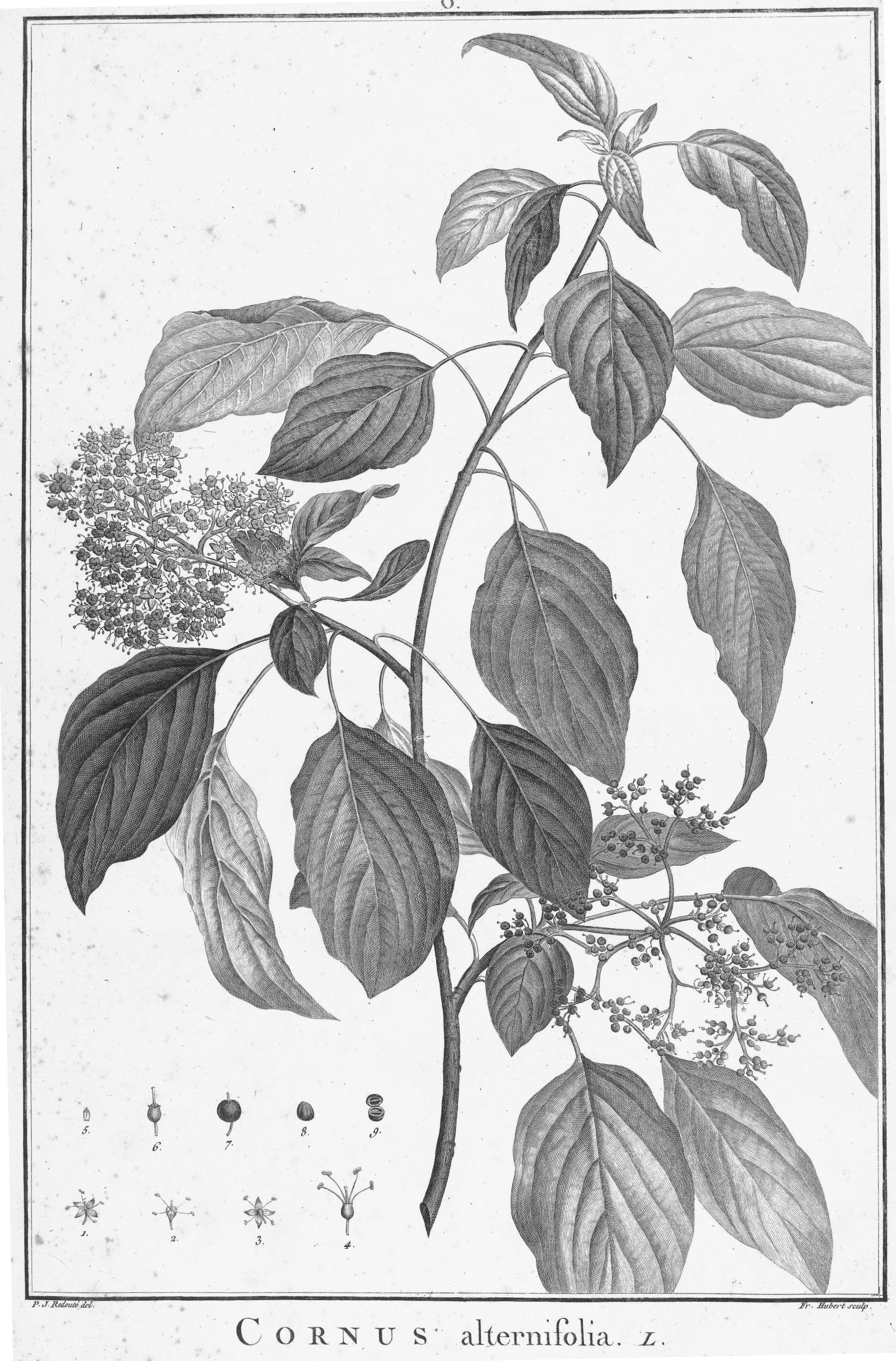
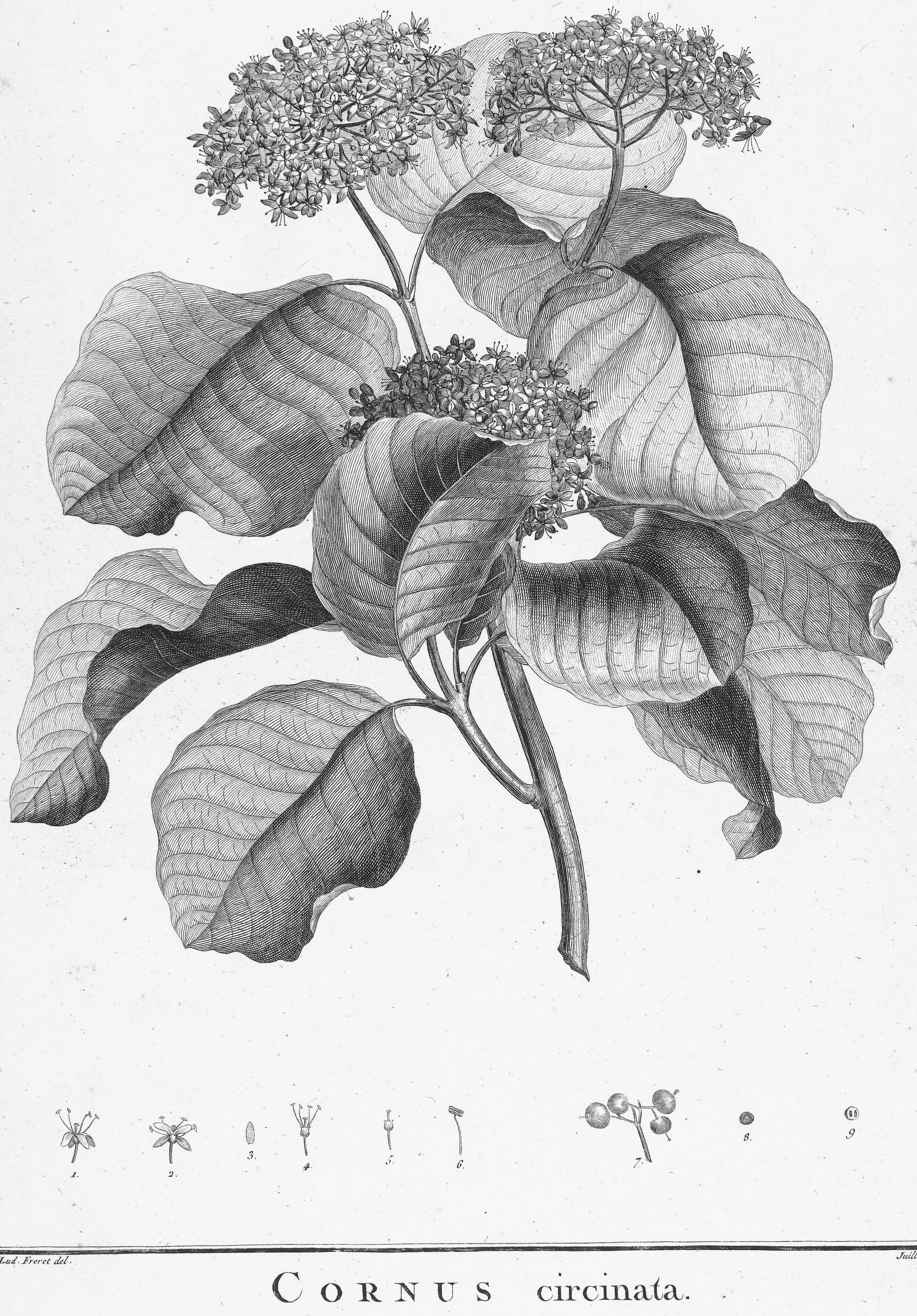
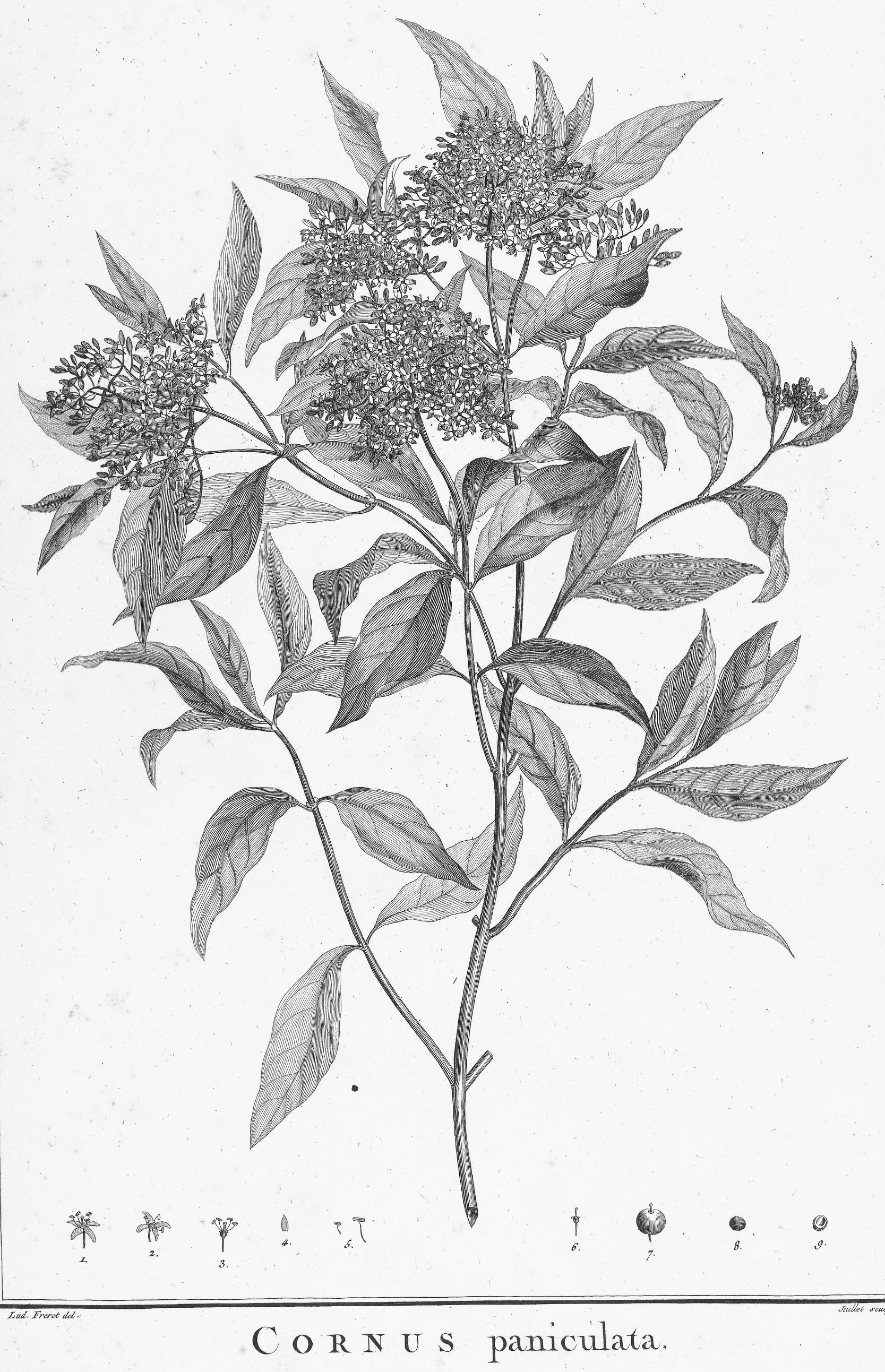

## 著書
- Stirpes novae aut minus cognitae, quas descriptionibus et iconibus illustravit; Paris 1785–1805.
- Sertum anglicum. 1789–1792.
- Geraniologia, seu Erodii, Pelargonii, Geranii, Monsoniæ et Grieli;Paris 1792